# マーティー・ワイルド
マーティ・ワイルド（Marty Wilde）こと、レジナルド・レナード・スミス（Reginald Leonard Smith、1939年4月15日 - ）は、イギリスの歌手。クリフ・リチャード、ビリー・フューリーと共に、ビートルズ出現以前のブリティッシュ・ロックの創成期に活躍した。ロカビリーのような曲調で人気を博した。

## 来歴

### デビュー前
1957年、「ザ・ハウンド・ドッグス」というスキッフルのグループに所属し、「レグ・パターソン」という名でロンドンズ・コンダー・クラブで活動している時、ラリー・パーンズに注目された。そしてパーンズから、マーティ・ワイルドの名を与えられる。そして、フィリップス・レコードと契約を結ぶ。

### 全盛期
1958年から1962年まで、ワイルドは、ザ・ワイルドキャッツ (The Wildcats)をバックに従え、「エンドレス・スリープ」、「恋のティーンエイジャー」、「シー・オブ・ラヴ」といったヒットを飛ばす。
また、1959年には、ザ・ヴァーノン・ガールズという女性ボーカル・グループのメンバー、ジョイス・ベイカーと結婚した。これがきっかけで、当時の10代の女性の心が砕かれ、ワイルドのアイドルとしてのイメージが徐々に失われて行く。

### 作曲家として
1962年の「エヴァー・シンス・ユー・セッド・グッドバイ」を最後に、ヒットが出なくなったワイルドは、歌手活動と並行して、作曲家としても活動を始める。
同じ作曲家のジャック・ゲラーと、ザ・カジュアルズの「ジェサミン」、ルルの「アイム・ア・タイガー」、ステイタス・クォーの「アイス・イン・ザ・サン」等を作る。
また、実娘のキム・ワイルドにも、多数曲を作っている。

### 後年
1970年代前半、ザッポ (Zappo)という名で、グラムロックにスタイルを変えたが、シングルを何枚か発表したのみで、すぐさまマーティ・ワイルドに戻す。
1980年代は、実娘キムのプロデューサー、作曲家として活動をする。
そして2010年代に入っても、全盛期の頃の歌声が衰えることなく、精力的にミュージシャン活動を続けている。

## 家族
- 妻: ジョイス・スミス（旧姓:ベイカー）
- 長女: キム・ワイルド
- 長男: リッキー・ワイルド
- 次女: ロクサーヌ・ワイルド
- 次男: マーティ・ワイルド Jr.

## ディスコグラフィ

### スタジオ・アルバム
- Wilde About Marty (1959年、Philips) ※アメリカではBad Boy (1960年、Epic)として発表
- Versatile Mr. Wilde (1960年、Philips) ※アメリカとカナダではWilde About Marty (1961年、Epic)として発表
- Diversions (1969年、Philips)
- Rock 'n' Roll (1970年、Philips)
- Born to Rock 'n' Roll (1976年、Big M) ※再録音曲集
- Solid Gold (1994年、Select)
- It's Been Nice (1996年、Select) ※再録音曲集
- Wilde on Track (2010年)
- Songs for Your Children and Grandchildren (2017年)
- Running Together (2020年、Pushka)

### コンピレーション・アルバム
- 『ワイルド・サイドを歩け (シングル・コレクション 1957-1962)』 - Walk on the Wild Side – The Singles Collection 1957–1962 (2017年、Jasmine)
- 『マーティ〜ア・ライフタイム・イン・ミュージック1957-2019』 - A Lifetime in Music 1957–2019 – His Highlights and Rarities (2019年、RPM)

### 主なシングル
- "Endless Sleep" (1958年) ※全英4位
- "Donna" (1959年) ※全英3位
- "A Teenager In Love" (1959年) ※全英2位
- "Sea Of Love" (1959年) ※全英3位
- "Bad Boy" (1959年) ※全英7位
- "Johnny Rocco" (1960年) ※全英30位
- "The Fight" (1960年) ※全英47位
- "Little Girl" (1960年) ※全英16位
- "Rubber Ball" (1961年) ※全英9位
- "Hide And Seek" (1961年) ※全英47位
- "Tomorrow's Clown" (1961年) ※全英33位
- "Jezebel" (1962年) ※全英19位
- "Ever Since You Said Goodbye" (1962年) ※全英31位